# RWD Molenbeek (2015)
RWD Molenbeek (fr. Racing White Daring de Molenbeek) – belgijski klub piłkarski mający siedzibę w stolicy kraju, mieście Bruksela (dzielnica Molenbeek-Saint-Jean), grający od sezonu 2024/25 w rozgrywkach Eerste klasse B.

## Historia
Chronologia nazw:
- 2015: RWD Molenbeek (fr. Racing White Daring de Molenbeek)

Klub piłkarski RWD Molenbeek został założony w Brukseli w gminie Molenbeek-Saint-Jean w 2015 roku. Wtedy grupa inwestorów Brukseli zdecydowała się reaktywować nazwę RWDM, kupując licencję od klubu Standaard Wetteren, który był zrzeszony w Belgijskim Związku Piłki Nożnej pod numerem matricule 5479. Wcześniej Standaard połączył się z sąsiadem Racingiem Wetteren i zdobył prawo do gry w Promotion (D4). Celem projektu było występy na Stade Edmond Machtens.
Zespół w debiutowym sezonie 2015/16 zajął 9.miejsce w Série B Promotion. Jednak w wyniku reformy rozgrywek krajowych klub został zdegradowany do Division 3 Amateur (D5). Po zwycięstwie w Série A trzeciej dywizji zespół wrócił na czwarty poziom, który teraz nazywał się Division 2 Amateur. W następnym sezonie 2017/18 wygrał Série C i awansował do Division 1 Amateur. W debiutowym sezonie na trzecim poziomie zajął 8.pozycję, a w następnym był szóstym. Ale sezon 2019/20 nie dokończono z powodu pandemię COVID-19, dlatego klub otrzymał automatycznie awans bez baraży. Sezon 2020/21 zespół zakończył na szóstej lokacie w Challenger Pro League (D2). W grudniu 2021 roku klub ogłosił, że stał się własnością amerykańskiego dyrektora biznesowego Johna Textora, który posiada również udziały w angielskiej drużynie Crystal Palace, brazylijskiej drużynie Botafogo i francuskiej drużynie Lyon. W następnym sezonie 2021/22 uplasował się na drugiej pozycji, ale w barażach o awans przegrał 0:1, 0:0 ze spadkowiczem z wyższej dywizji RFC Seraing. Dopiero w sezonie 2022/23 zwyciężył w drugiej dywizji i po raz pierwszy w swojej historii zapewnił sobie miejsce w Jupiler Pro League.

## Barwy klubowe, strój, herb, hymn
|  |  |  |

Klub ma barwy czerwono-biało-czarne. Zawodnicy domowe spotkania zazwyczaj grają w czerwonych koszulkach, czarnych spodenkach oraz czarnych getrach.

## Sukcesy

### Trofea międzynarodowe
Nie uczestniczył w rozgrywkach europejskich (stan na 31-05-2023).

### Trofea krajowe
| \| \| Zdobyte trofea w rozgrywkach Belgii (stan na: 31-05-2023) \| |                                                           |      |          |
| Rozgrywki                                                          | Osiągnięcie                                               | Razy | Sezon(y) |
| Mistrzostwo                                                        | I miejsce                                                 | 0    |          |
| Mistrzostwo                                                        | II miejsce                                                | 0    |          |
| Mistrzostwo                                                        | III miejsce                                               | 0    |          |
| Mistrzostwo                                                        | ?.miejsce                                                 | 1    | 2023/24  |
| Puchar                                                             | zdobywca                                                  | 0    |          |
| Puchar                                                             | finalista                                                 | 0    |          |
| Puchar                                                             | ćwierćfinalista                                           | 1    | 2023/24  |
| II liga                                                            | I miejsce                                                 | 1    | 2022/23  |
| II liga                                                            | II miejsce                                                | 1    | 2021/22  |
| II liga                                                            | III miejsce                                               | 0    |          |
| Belgia                                                             | Zdobyte trofea w rozgrywkach Belgii (stan na: 31-05-2023) |      |          |

- Division 1 Amateur (D3):
  - 6.miejsce (1x): 2019/20

## Poszczególne sezony

### Rozgrywki międzynarodowe

#### Europejskie puchary
Nie uczestniczył w rozgrywkach europejskich.

### Rozgrywki krajowe
| \| Belgia \| Bilans występów klubu w rozgrywkach piłkarskich Belgii (Stan na 31 maja 2023 r.) \| \| |                                                                                  |        |       |   |   |   |    |    |     |                  |        |        |      |
| Poziom                                                                                              | Rozgrywki                                                                        | Sezony | Mecze | Z | R | P | B+ | B– | Pkt | Lata             | Awanse | Spadki | Naj. |
| I                                                                                                   | Jupiler Pro League                                                               | 1      |       |   |   |   |    |    |     | od 2023          | 0      | 1      | 11   |
| II                                                                                                  | Challenger Pro League                                                            | 3      |       |   |   |   |    |    |     | 2020–2023        | 1      | 0      | 1    |
| III                                                                                                 | Division 1                                                                       | 2      |       |   |   |   |    |    |     | 2018–2020        | 1      | 0      | 6    |
| IV                                                                                                  | Division 2                                                                       | 2      |       |   |   |   |    |    |     | 2015/16, 2017/18 | 1      | 1      | 1    |
| V                                                                                                   | Division 3                                                                       | 1      |       |   |   |   |    |    |     | 2016/17          | 1      | 0      | 1    |
| | Puchar Belgii                                                                    | 8      |       |   |   |   |    |    |     | od 2015/16       | 0      | 0      | 1/4  |
| Belgia                                                                                              | Bilans występów klubu w rozgrywkach piłkarskich Belgii (Stan na 31 maja 2023 r.) |        |       |   |   |   |    |    |     |                  |        |        |      |

## Piłkarze, trenerzy, prezydenci i właściciele klubu

### Piłkarze

#### Aktualny skład zespołu
Stan na6 września 2023
| Nr | Poz. | Piłkarz                        |
| -- | ---- | ------------------------------ |
| 1  | BR   | Nicolas Alavoine               |
| 2  | OB   | Luis Segovia (wyp. z Botafogo) |
| 3  | OB   | Florian Le Joncour             |
| 4  | OB   | Klaus                          |
| 5  | OB   | Alexis De Sart                 |
| 6  | PO   | Pierre Dwomoh (wyp. z Antwerp) |
| 7  | NA   | Mickaël Biron                  |
| 8  | PO   | Shuto Abe                      |
| 9  | NA   | Makhtar Gueye                  |
| 11 | NA   | Niklo Dailly                   |
| 14 | NA   | Kylian Hazard                  |
| 15 | PO   | Sada Diallo                    |
| 17 | OB   | Ilay Camara                    |
| 19 | OB   | Jonathan Heris                 |
| 20 | PO   | Théo Gécé                      |

| Nr | Poz. | Piłkarz                        |
| -- | ---- | ------------------------------ |
| 21 | OB   | Fabrice Sambu                  |
| 23 | PO   | Romildo                        |
| 26 | OB   | Abner                          |
| 27 | NA   | Rikelmi (wyp. z Botafogo)      |
| 28 | BR   | Guillaume Hubert               |
| 30 | PO   | Xavier Mercier                 |
| 31 | NA   | Sebastian Joffre               |
| 32 | OB   | Djovkar Doudaev                |
| 33 | BR   | Théo Defourny                  |
| 44 | OB   | Moussa Sissako (wyp. z Soczi)  |
| 47 | NA   | Pathé Mboup                    |
| 62 | PO   | Kayque (wyp. z Botafogo)       |
| 69 | PO   | Florent Da Silva (wyp. z Lyon) |
| 77 | PO   | Jeff Reine-Adélaïde            |
| 99 | OB   | Youssouf Koné                  |

### Trenerzy
- 2015–01.2016:  Dany Ost
- 2016–2019:  Dražen Brnčić
- 2019–2020:  Frederik Vanderbiest
- 2020–25.07.2023:  Vincent Euvrard
- od 25.07.2023:  Cláudio Caçapa

## Struktura klubu

### Stadion
Klub piłkarski rozgrywa swoje mecze domowe na stadionie Stade Edmond Machtens w Brukseli, który może pomieścić 12.266 widzów.

## Kibice i rywalizacja z innymi klubami

### Rywalizacja
Największymi rywalami klubu są zespoły ze stolicy Royale Union Saint-Gilloise i RSC Anderlecht oraz z okolic SC Eendracht Aalst i RFC Liège.

### Derby
- RSC Anderlecht
- Royale Union Saint-Gilloise